# Lazaristorden

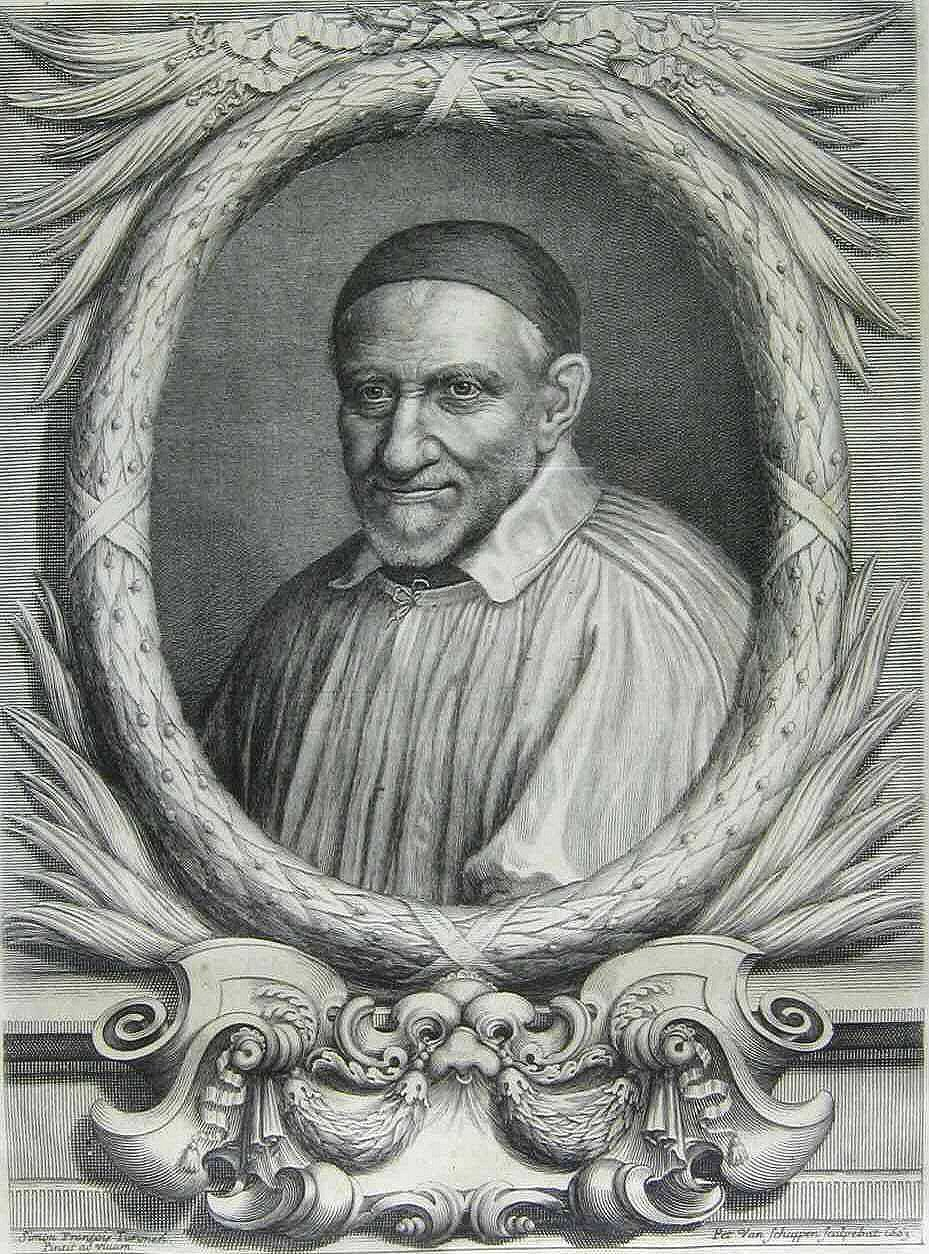
S:t Vincent de Paul

Lazaristorden är en fransk romersk-katolsk prästorden grundad på 1625 av S:t Vincent de Paul. Dess officiella namn är på latin Congregatio missionis, missionskongregationen, förkortat CM. Dess medlemmar benämns vanligtvis lazarister.
Lazaristorden instiftades som en kongregation av "missionspräster", och hade som moderhus spetälskesjukhuset S:T Lazare i Paris. Ordensreglerna stadfästes 1633, och medlemmarna har verkat inom sjukvården som missionärer, pedagoger med mera, och verkat inom nästan alla världsdelar.